# Avenida Mate de Luna
La Avenida Mate de Luna es una avenida ubicada en la ciudad de San Miguel de Tucumán, Provincia de Tucumán, Argentina. Su recorrido de 4,7 kilómetros inicia en la calle 24 de Septiembre al converger las avenidas Alem y Mitre; finalizando en la intersección con Camino del Perú y avenida Aconquija, la cual es su continuación por Yerba Buena.

## Historia
Originalmente la avenida fue planificada como prolongación de la calle 24 de septiembre hacia el oeste. Por ello en 1896, durante la intendencia de Zenón Santillán, se creó la avenida Mate de Luna desde la avenida Mitre (en ese momento conocida como Boulevard Juárez Celman) hasta la actual avenida Ejército del Norte.
En 1901 se realizó la extensión de la arteria vial hasta la actual avenida Solano Vera en la ciudad de Yerba Buena. Luego, en 1912, se extendió hasta el inicio de la ahora ruta provincial 338, que conduce hasta la cumbre del Cerro San Javier. Este trayecto que discurre íntegramente por Yerba Buena, sería denominada posteriormente como avenida Aconquija en el año 1922. Durante este periodo, entre 1916 hasta su clausura en 1926, funcionó el Tranvía Rural en toda la extensión de la avenida.
Desde su creación, la avenida y sus alrededores adquirieron un perfil netamente residencial rodeado de naturaleza. Para ello, se creó en 1928 el Parque Avellaneda y se reglamentó la construcción de residencias de estilo Chalet californiano. Pero desde los años 90, se están construyendo diversos desarrollos habitacionales en altura que reemplazan a las casas de estilo neocolonial imperantes anteriormente.
En 2016, con ocasión del Bicentenario de la Independencia Argentina, se construyó e inauguró un monumento conmemorando la gesta libertaria de 1816, conocido como Monumento al Bicentenario. Ya el 7 de julio de 2022 se realizó la apertura de un nuevo puente peatonal en la intersección de la avenida con los bulevares Amador Lucero y José Ignacio Thames. Esta nueva obra, que reemplazó al anterior puente construido en los años 80, incluye un ascensor, iluminación y mobiliario urbano.

## Sitios de interés
A lo largo de esta avenida se desarrollan varios lugares de interés y emblemáticos:
- Parque Avellaneda
- Instituto de Maternidad y Ginecología Nuestra Señora de las Mercedes
- Parque Guillermina
- Mate de Luna Center
- Escuela Patricias Argentinas
- Parroquia Cristo Rey